# Olavi Lahtinen
Olavi Lahtinen, né le 5 janvier 1929, à Helsinki, en Finlande et décédé le 12 mars 1965, à Helsinki, en Finlande, est un ancien joueur international finlandais de basket-ball et de football. 

## Biographie
Il participe avec l'équipe de Finlande de basket aux Jeux olympiques d'été de 1952.
Il reçoit 28 sélections et inscrit 7 buts en équipe de Finlande de football entre 1953 et 1958. Il joue son premier match le 25 mai 1953 contre la Belgique et son dernier le 14 septembre 1958 contre le Danemark.

## Palmarès
Basket-ball
- Champion de Finlande en 1948, 1949, 1950, 1951, 1952, 1953, 1954, 1955, 1956 et 1957